# Jeppe Tengbjerg
Jeppe Tengbjerg (født 28. december 1973 i Holbæk) er en tidligere dansk fodboldspiller som havde opvækst i KB, og senere spillede for bl.a. Hvidovre IF i deres seneste sæson i Superligaen (sæsonen 1996/1997). Han har desuden spillet for Farum BK/FC Nordsjælland. Han er uddannet elitetræner med UEFA A-licens 2003 og UEFA P-Licens 2008. siden 2011 er han træner for Lolland-Falster Alliancen og har tidligere været træner for Slagelse B&I og B.93.
I 1989 blev han Årets U-17 Talent i Danmark og han har spillet over 50 landskanpe for forskellige ungdomslandshold. Tengbjerg er den mest scorende spiller på Danmarks U/17-fodboldlandshold gennem tiderne. Privat er han uddannet massør, zoneterapeut og akupunktør.

## Klubber som Spiller
- Ungdom: Kjøbenhavns Boldklub
- 1989-1992: PSV Eindhoven
- 1992-1993: Næstved BK
- 1993-1996: SC Cambuur
- 1994: Excelsior Rotterdam (lejeophold)
- 1996: Ikast fS
- 1996-1998:Hvidovre IF
- 1998-2000: B.93
- 2000-2004: Farum BK/FC Nordsjælland
- 2004-2005: Næstved BK
- 2005-2007: Slagelse B&I

## Klubber som Træner
- 2005-2009: Slagelse B&I/FC Vestsjælland
- 2009-2011: B.93
- 2011-2013: Lolland-Falster Alliancen